# Новооренбургский
Новооренбу́ргский (чув. Новооренбургский) — посёлок в городском поселении Безенчук Безенчукского района Самарской области России.

## География
Посёлок расположен юго-восточнее центра городского поселения — посёлка Безенчук. Население посёлка составляет 103 человека (2010).
Сообщение с соседними населёнными пунктами происходит по автодороге Безенчук—Осинки, проходящей рядом с посёлком. Расстояние до Безенчука составляет около 5 км. Севернее посёлка проходит ветка железной дороги.

## Население
| 2010 | 2012 | 2013 | 2014 | 2015 | 2016 |
| ---- | ---- | ---- | ---- | ---- | ---- |
| 96   | ↗97  | ↗101 | →101 | ↘99  | ↘87  |